# Red Rock Island
Red Rock Island est une île déserte de la baie de San Francisco en Californie, à l'ouest des États-Unis. Elle se trouve au sud du Richmond-San Rafael Bridge. Elle est le point de jonction de trois comtés (comté de San Francisco, comté de Contra Costa et comté de Marin).